# Моріс де Сюллі
Моріс де Сюллі (фр. Maurice de Sully; між 1105 і 1120 — 11 вересня 1196) — єпископ Парижа з 1160 року, ініціатор будівництва Собору Паризької Богоматері.
Моріс народився в простонародній родині в селищі Сюллі-сюр-Луар (близько Орлеана). Біля 1140 року він переїхав до Парижа, де навчався наукам, необхідним для духовної кар'єри. Незабаром став відомим як професор богослов'я і промовистий проповідник. Раніше вважалося, що Моріс де Сюллі розпочав духовну кар'єру каноніка в Бурже, але тепер ця думка відкинута. У 1159 році Моріс стає архидияконом Парижа, а 12 жовтня 1160 року, за ініціатою короля Людовика VII, він посвячується в єпископи Парижа, ставши тут наступником Петра Ломбардського.
Під час єпископства Моріс де Сюллі вів у Парижі широку будівельну діяльність. За пропозицією нового єпископа і за підтримки короля в столиці Франції в 1163 році почалося будівництво величного храму — Собору Паризької Богоматері. На церемонії закладення першого каменю собору був присутній Папа Римський Олександр III. В основному будівництво собору було закінчено ще за життя Моріса де Сюллі: в 1185 році католицький патріарх Єрусалима Ераклій провів службу в майже готовому храмі. Моріс також перебудував паризьку синагогу, конфісковану у євреїв королем Філіпом Августом II в 1182 році і освятив її як християнську церкву (зараз на цьому місці знаходиться класицистична церква Сен-Мадлен). Він також перебудував єпископський палац, в якому в 1179 відбулася коронація Філіпа II як співправителя свого батька.
Моріс де Сюллі користувався довірою як короля Людовіка VII, так і його сина Філіпа Августа. У 1162 рік він супроводжував Людовіка VII на зустріч з Фрідріхом I Барбароссою в Сен-Жан-де-Лоень, а під час Третього хрестового походу був одним із хранителів королівської скарбниці.
У конфлікті між Томасом Бекетом і королем Англії Генріхом II Моріс де Сюллі встав на бік першого, направивши три листи на захист Бекета папі римському Олександру III. Моріс заборонив відзначати у своїй єпархії свято Непорочного зачаття Діви Марії, проте виступав на захист вчення про воскресіння плоті, проти якого виступали деякі знатні особи; захищаючи цю тезу, він наводив свідчення Священного писання (Книга Іова 19:25-27). Також єпископ Моріс був автором трактату «Канон Меси», що зберігся в одному з рукописів у Буржі. Збереглися його численні проповіді. Частина написана по-французьки, частина латиною. Сучасні історики припускають, що латиномовні проповіді не призначалися для оголошення в церкві, а були написані як полемічні трактати, а франкомовні проповіді є перекладом латиномовних, зробленими послідовниками де Сюллі (проповіді видані в PL, том C9, 8).
Хоча Моріс де Сюллі до самої своєї смерті залишався єпископом Парижа, наприкінці свого життя він пішов у монастир Сен-Віктор, де помер 11 вересня 1196 року. Його наступником на єпископській кафедрі Парижа став Одо де Сюллі.